# 林布蘭 (愛荷華州)
林布蘭（英語：Rembrandt）是一個位於美國愛荷華州布尤納維斯塔縣的城市。

## 地理
林布蘭的座標為42°49′35″N 95°09′57″W / 42.82639°N 95.16583°W，而該地的平均海拔高度為407米（即1335英尺）。

## 人口
根據2010年美國人口普查的數據，林布蘭的面積為0.52平方千米，均為陸地。當地共有人口203人，而人口密度為每平方千米390人。